# 고지나키

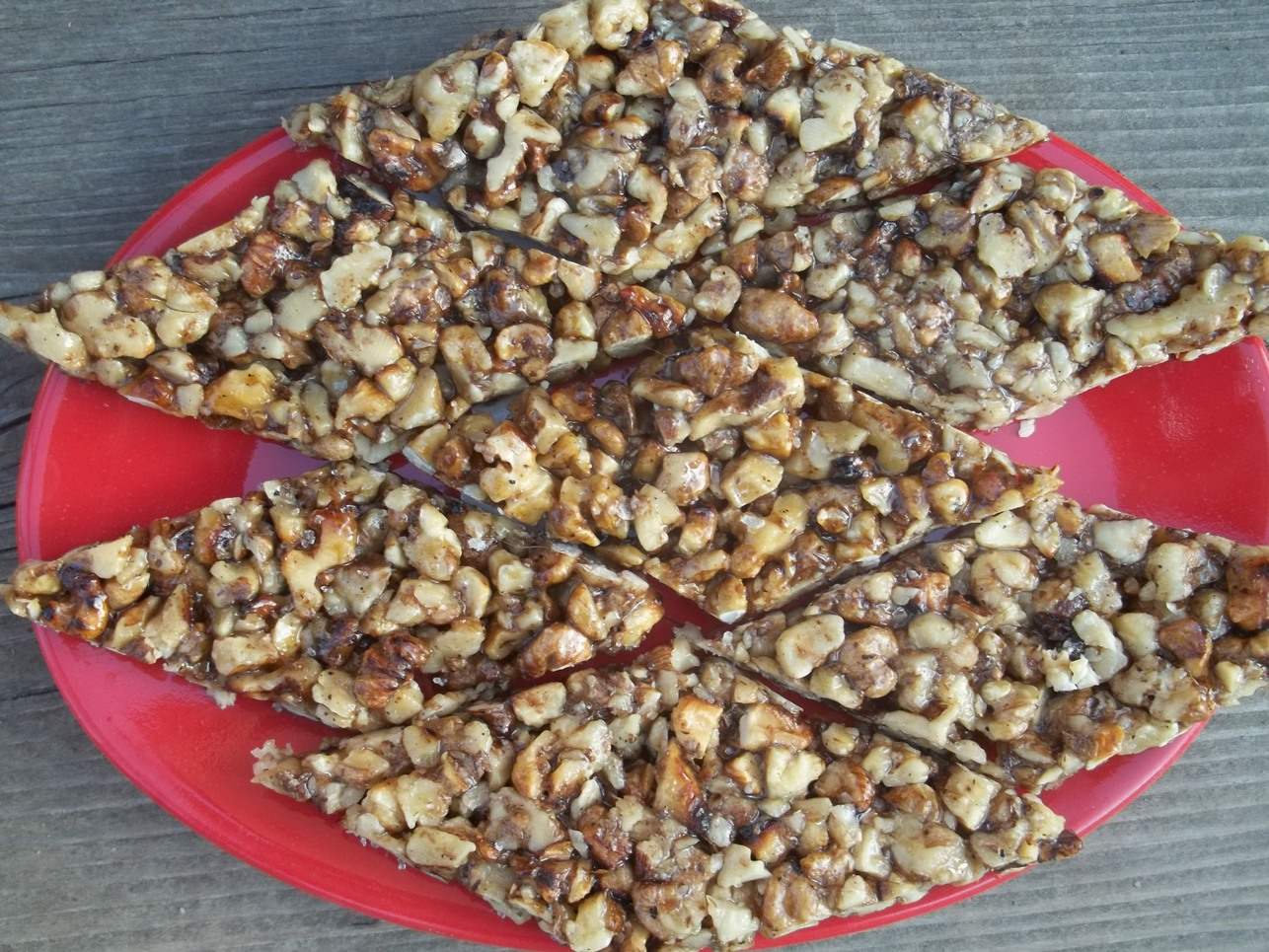
쟁반 위에 올려진 고지나키

고지나키(조지아어: გოზინაყი, Gozinaki)는 볶은 호두(Gozi)를 녹인 설탕과 꿀에 버무려 납작하게 굳힌 조지아의 전통 과자이다.

## 같이 보기
- 엿강정